# Podul peste Dunăre de la Brăila
Podul peste Dunăre de la Brăila este un pod rutier suspendat care traversează fluviul între municipiul Brăila (județul Brăila) și satul Smârdan (județul Tulcea) din România, legând regiunile istorice Muntenia și Moldova Occidentală cu Dobrogea de Nord, și orașul Brăila cu Tulcea și Delta Dunării.

## Structură

Harta amplasamentului

Podul suspendat are o lungime totală de de 1.974,30 m, o deschidere centrală de 1.120 metri și două deschideri laterale de 489,65 și 364,65 metri.
Gabaritul pe verticală al podului este de 38 m de la nivelul de inundații maxim, îndeplinind astfel criteriile de navigație pe Dunăre. 
Sistemul de suspendare cuprinde un cablu principal și tiranți verticali de legătură între tablier și cablul principal, iar blocurile de ancorare sunt integrate în teren și sunt localizate în afara digurilor Dunării.
Lățimea totală a podului suspendat de la Brăila este de 31,70 metri. Calea pe pod are 22,00 metri și este alcătuită din 4 benzi de circulație de câte 3,50 m lățime fiecare, 4 benzi de încadrare de câte 0,5 m lățime, două acostamente de 1,50 m lățime și o zonă mediană cu lățimea de 3,00 m. La acestea se adaugă, de o parte și de alta, 2 benzi adiționale pentru trafic pietonal, biciclete și întreținere, trotuarele având lățimi de câte 2,80 m fiecare.
Pe tronsonul cuprins între km 4+486,10 și km 6+680,30, unde drumul traversează fluviul Dunărea, s-au construit două viaducte de acces în lungime de 110 metri fiecare.
Podul suspendat este poziționat între km 4+596,10 și km 6+570,52, pe drumul principal Brăila–Jijila, respectiv la km 165+800 pe fluviul Dunărea (kilometri pe Dunăre, măsurat de la Sulina).

## Construcția

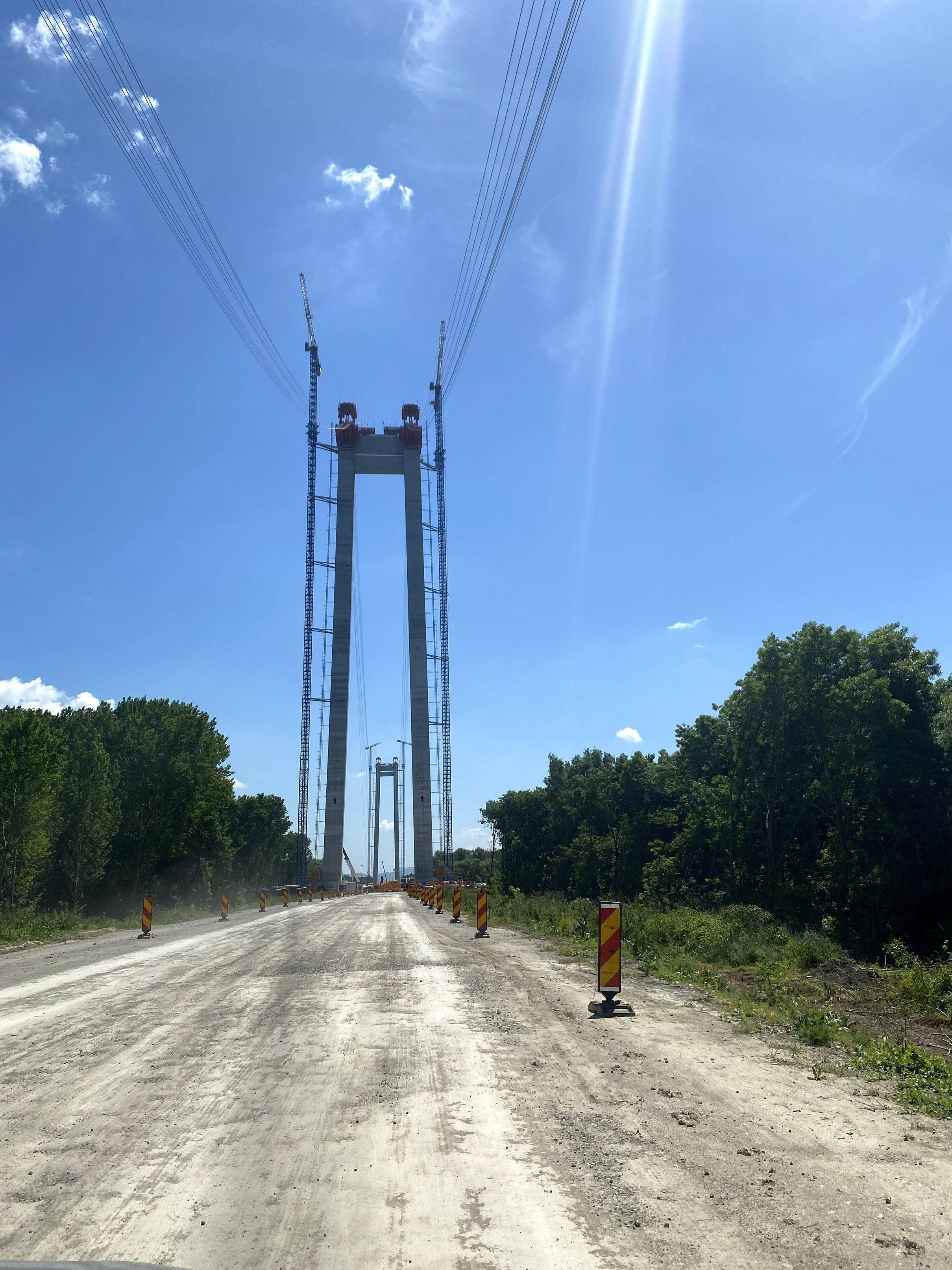
Podul în construcție, pe

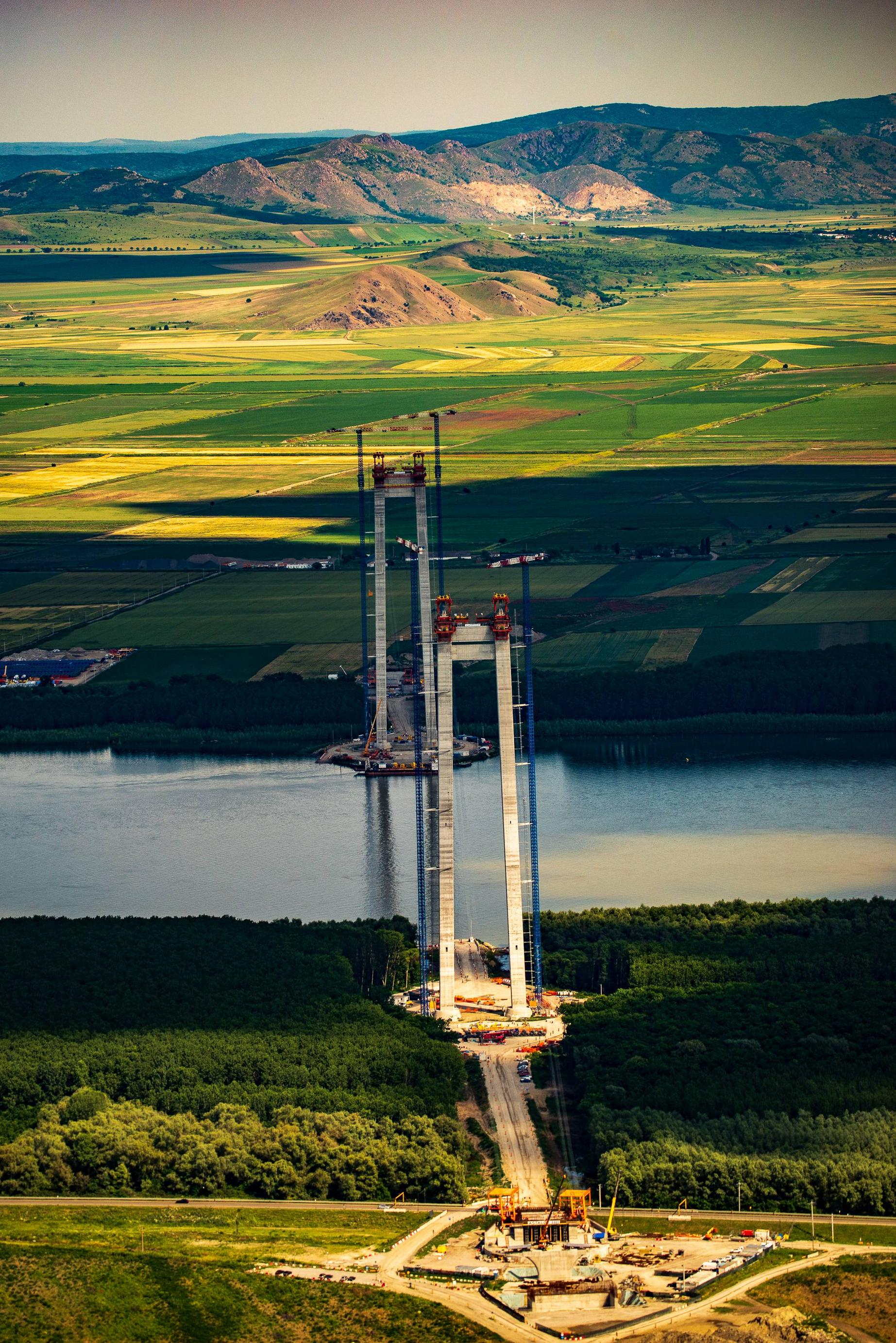
Vedere aeriană din 9 iunie 2021

### Pregătire
Ideea a apărut în anii 1980, când au fost analizate 3 amplasamente posibile. În 1996 s-a efectuat un studiu de prefezabilitate pe baza ideilor avansate cu un deceniu în urmă. 
Un prim studiu de fezabilitate a fost efectuat în 2001, intitulat „Construcția unui pod peste Dunăre în zona Brăila”, elaborat de JETRO (Japan External Trade Organization), în colaborare cu IPTANA București, în vederea obținerii unui împrumut de la statul japonez. A urmat studiul de fezabilitate „Construcția unui pod suspendat peste Dunăre în zona Brăila” elaborat în anul 2003 de IPTANA, alcătuit după normele românești, pentru care s-au obținut următoarele acorduri și avize. Dintre variantele menționate s-a selectat cea propusă de către IPTANA.
În 2003, studiul de fezabilitate elaborat de IPTANA după normele românești, împreună cu complearea studiului cu obținerea unor acorduri și avize.
Studiul a fost reactualizat în anii 2015–2016, și aprobat în 2017 de CNAIR și Ministerul Transporturilor din România.
În cadrul Master-planului General de Transport, podul figurează ca parte a drumului expres Buzău – Brăila – Tulcea – Constanța, drum planificat a se realiza în perioada 2020–2030 și care va conecta nordul Munteniei și sudul Moldovei de nordul Dobrogei de Nord unde se află Delta Dunării. După construirea podului la kilometrul 165+800 al fluviului, a devenit ultimul pod peste Dunăre înainte de vărsarea acesteia în Marea Neagră.

### Contractarea
Până pe data de 21 august 2017, la ora 16:00, când a încetat posibilitatea depunerii în SEAP a ofertelor pentru proiectarea și execuția podului, au fost înregistrate oferte din partea a două consorții:
- Asocierea Webuild (Italia) – IHI Infrastructure Systems Co.,Ltd.⁠(d) (Japonia)
- Asocierea China Communication Construction Company Ltd (China) – China Road and Bridge Corporation (China) – Eptisa Servicios de Ingeniería S.L. (Spania) – Euro Construct Trading ’98 SRL (România) – CCCC Second Harbour Engineering Co Ltd (China) - CCCC Highway Consults Co Ltd (China)

Contractul a fost atribuit pe baza celui mai bun raport calitate-preț asocierii Webuild – IHI Infrastructure Systems Co.,Ltd., care a ofertat proiectarea și construcția lucrării pentru suma de 1.995.932.260,25 lei fără TVA. Durata contractului semnat de constructor cu CNAIR este de 48 de luni, din care 12 luni pentru proiectare și 36 de luni pentru execuție, iar garanția oferită de constructor pentru lucrări se întinde pe o perioadă de 120 luni.
Contractul pentru construirea podului a fost semnat la 15 ianuarie 2018, de către Compania Națională de Administrare a Infrastructurii Rutiere (CNAIR) ca beneficiar și asocierea Webuild – IHI Infrastructure Systems Co.,Ltd.⁠(d) ca antreprenor.

### Lucrările

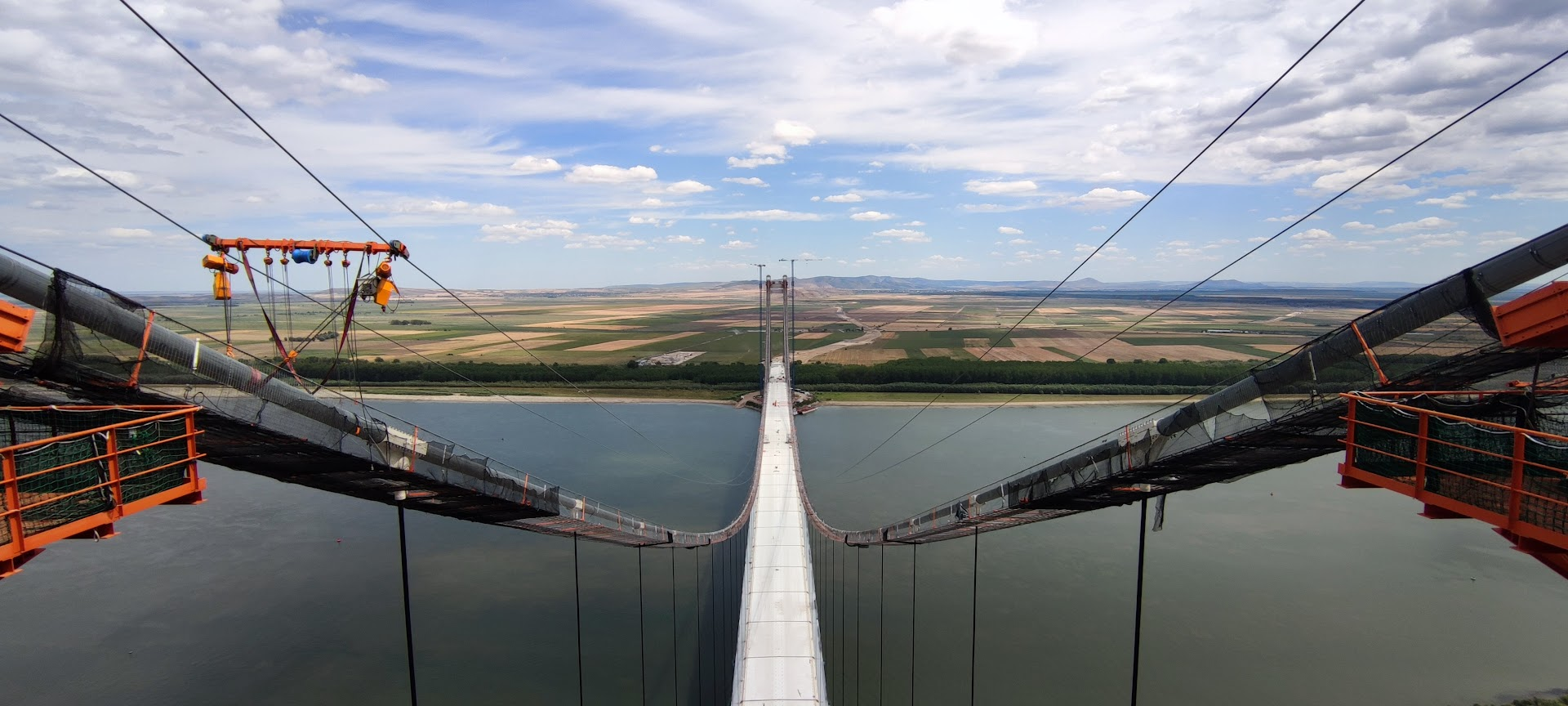

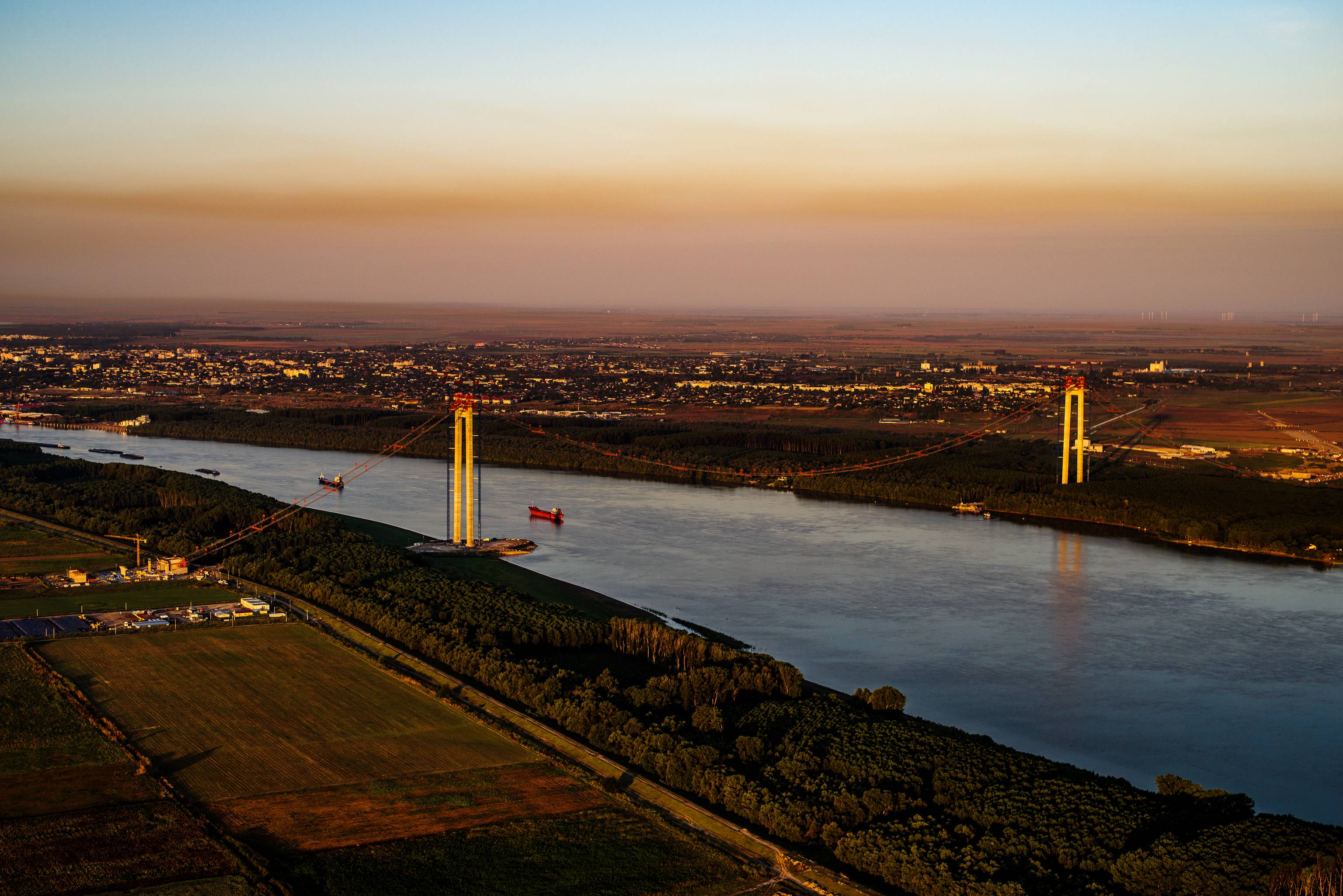
Construcția în 21 august 2021

Contractul s-a semnat în 15 ianuarie 2018 și prevede proiectarea propriu-zisă cu termen de 12 luni și execuția proiectului cu termen de 36 de luni. Podul va avea o lungime de 1.974,3 m, cu o deschidere centrală de 1.120 m și deschideri laterale de 489,65 m și 364,65 m, o lățime totală de 31 m, din care 22 m vor fi calea de rulare. Pe lângă podul propriu-zis, contractul prevedea construcția a două viaducte de acces, de câte 110 m lungime și 22 km de drumuri de legătură (care vor conecta drumul cu restul rețelei rutiere până la execuția completă a drumului expres) cu DN22 pe malul drept al Dunării (cu o cale principală ce duce spre satul Jijila și mai departe spre Isaccea, și cu o ramificație spre sud către orașul Măcin); și cu DN2B (centura Brăilei) pe malul stâng.

Acordul de mediu pentru proiectul podului a fost obținut în septembrie 2016. CNAIR SA a transmis documentația de atribuire Agenției Naționale pentru Achiziții Publice în aprilie 2017, iar anunțul de participare pentru lansarea licitației publice „Proiectare și execuție Pod suspendat peste Dunăre în zona Brăila” a fost publicat în Sistemul Electronic de Achiziții Publice (SEAP) pe 28 aprilie 2017.

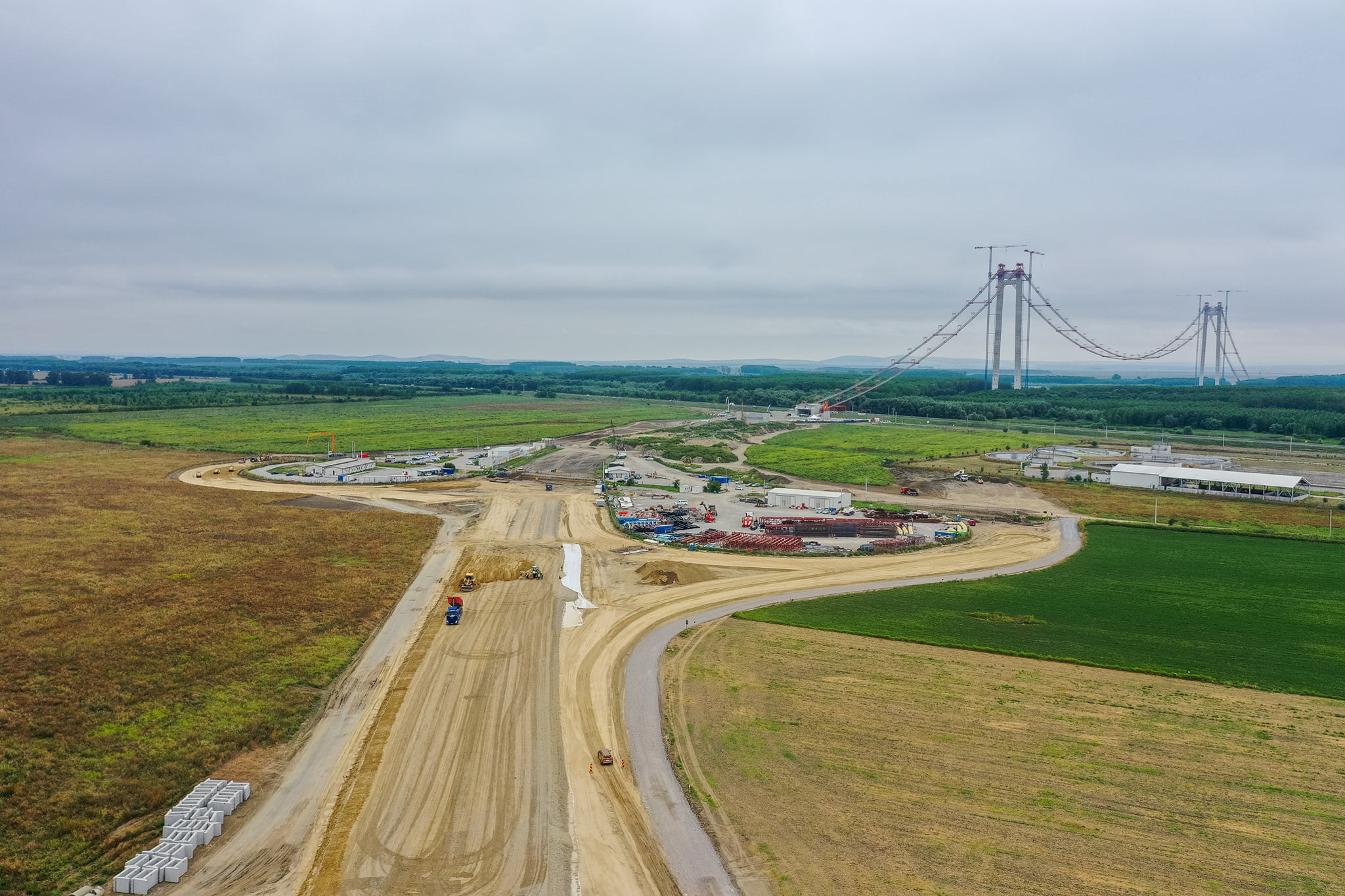
Construcție drum de legătura podul peste Dunăre Brăila, în august 2021

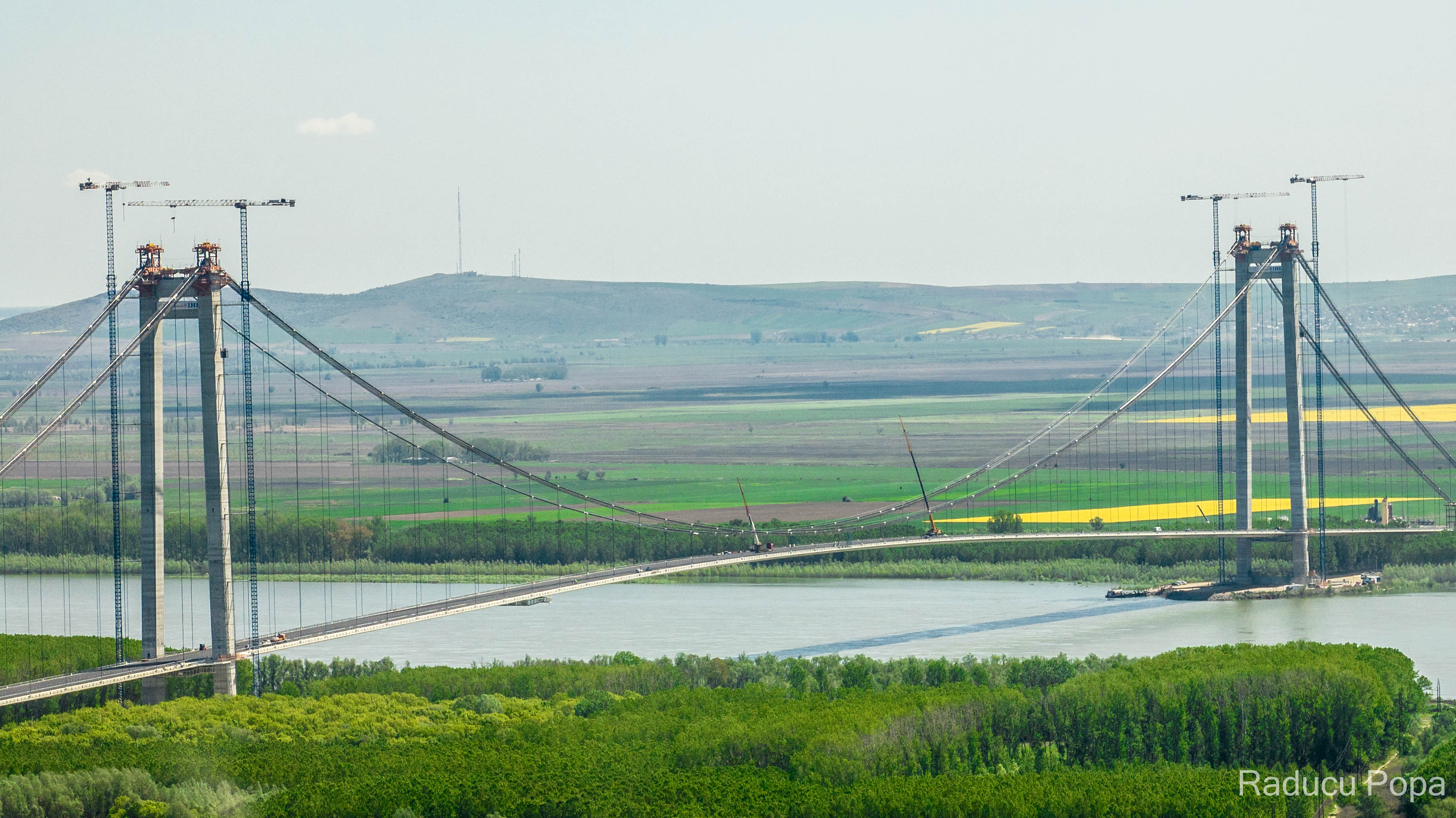

La ridicarea pilonilor podului peste Dunăre s-a avansat aproape 2 m, în fiecare zi. Turnarea pilonilor s-a facut în sistem continuu. Sistemul de cofrare a fost ghidat prin laser și a permis turnarea continuă a pilonilor astfel încât s-a lucrat 24 de ore din 24, 7 zile din 7. Finalizate, cele două turnuri ale podului au fiecare 192,64 metri și sunt practic cele mai înalte construcții din România (dincolo de coșuri de fum sau antene). A urmat operațiunea de ridicare a cablurilor uriașe de oțel care susțin tablierul podului. „Aproximativ 81.000 de kilometri de fir de oțel, îndeajuns cât să înconjoare planeta de două ori, sunt împletite și formează 16 toroane care alcătuiesc două cabluri cu o lungime de doi kilometri fiecare. Greutatea totală a celor două cabluri este de peste 6.700 tone. Garanția oferită de constructorul japonez al cablurilor, IHI Infrastructure Systems Co.,Ltd.⁠(d), este de 120 de ani”, potrivit Companiei de Drumuri. Fiecare cablu are 60 de centimetri în diametru și susține tablierul metalic cu ajutorul tiranților. Pe fiecare mal, cablurile sunt ancorate în câte un bloc de ancoraj.
Oțelul necesar pentru construcția tablierului metalic a fost furnizat de Liberty Galați iar construcția segmentelor metalice a fost realizată de Fincantieri Infrastructure⁠(en)[traduceți] la Șantierul Naval Vard din Brăila. Fiecare segment al tablierului metalic are o greutate medie de 250 de tone. În total sunt 86 de segmente ale tablierului metalic care cântăresc în total peste 20.800 tone. 

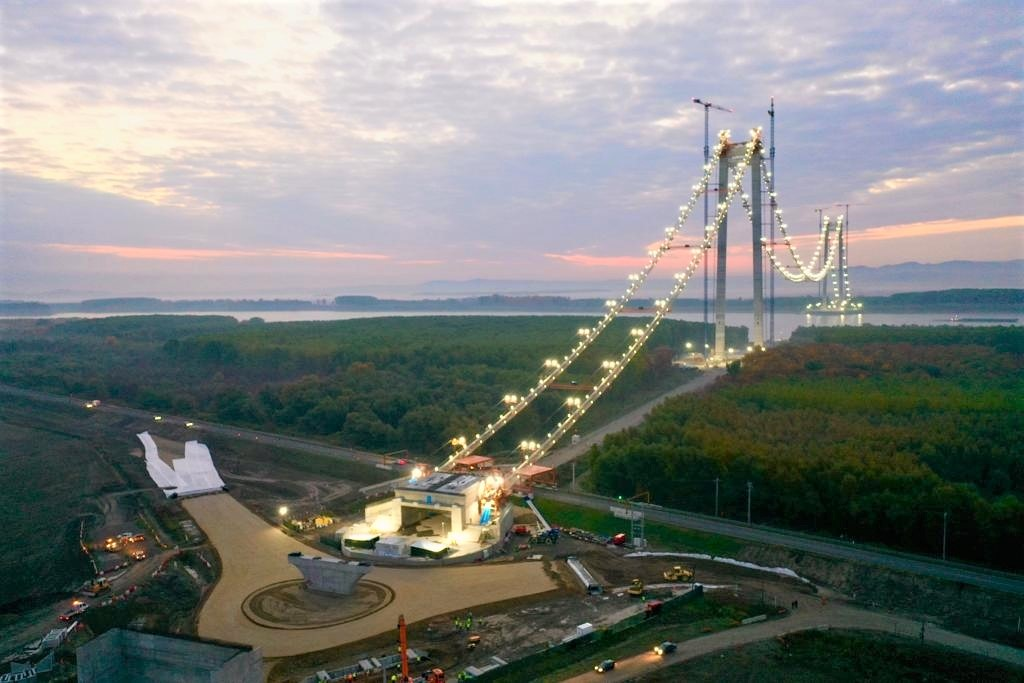
Construcție viaduct de acces către podul peste Dunăre Brăila, în octombrie 2021

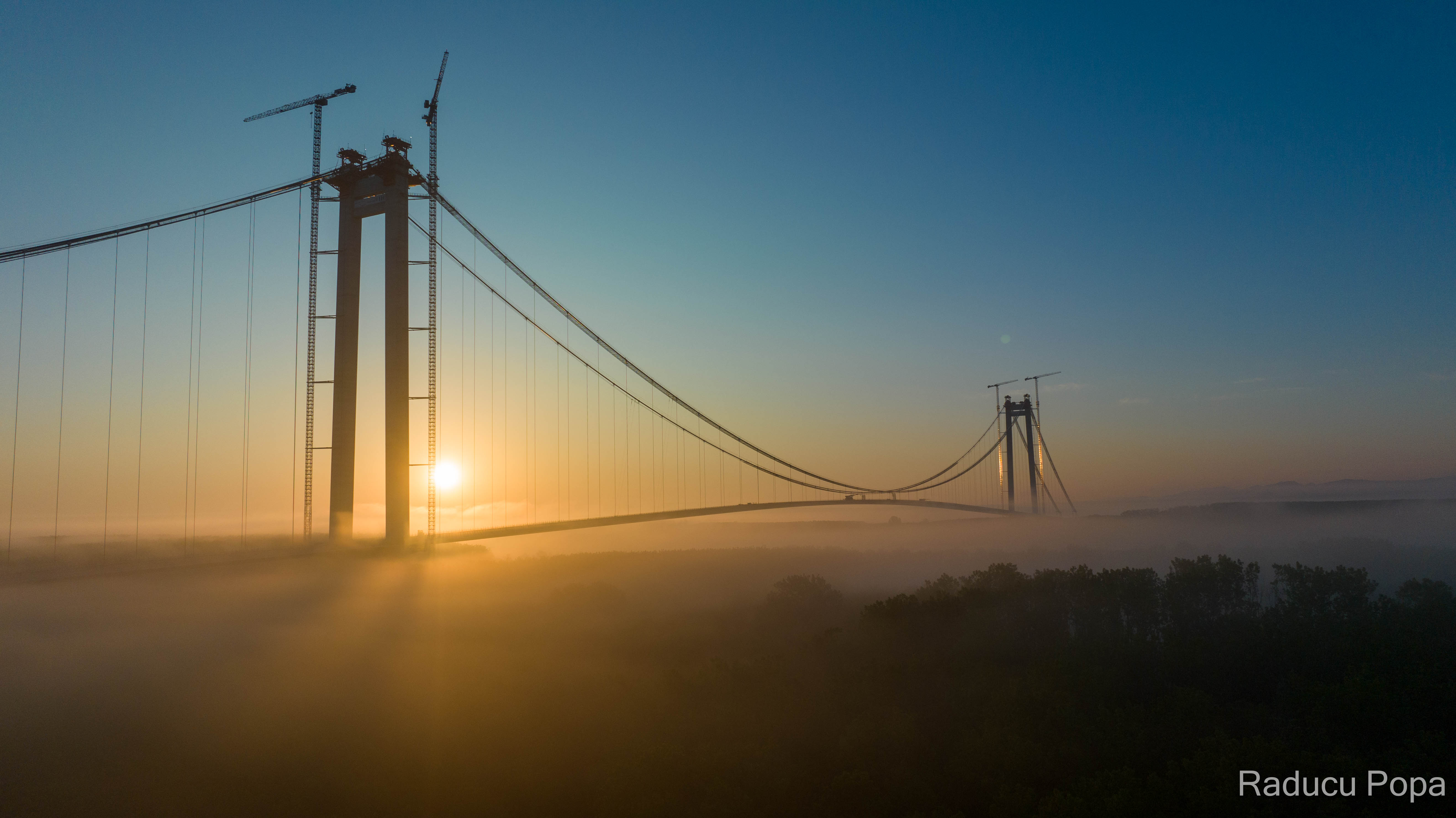

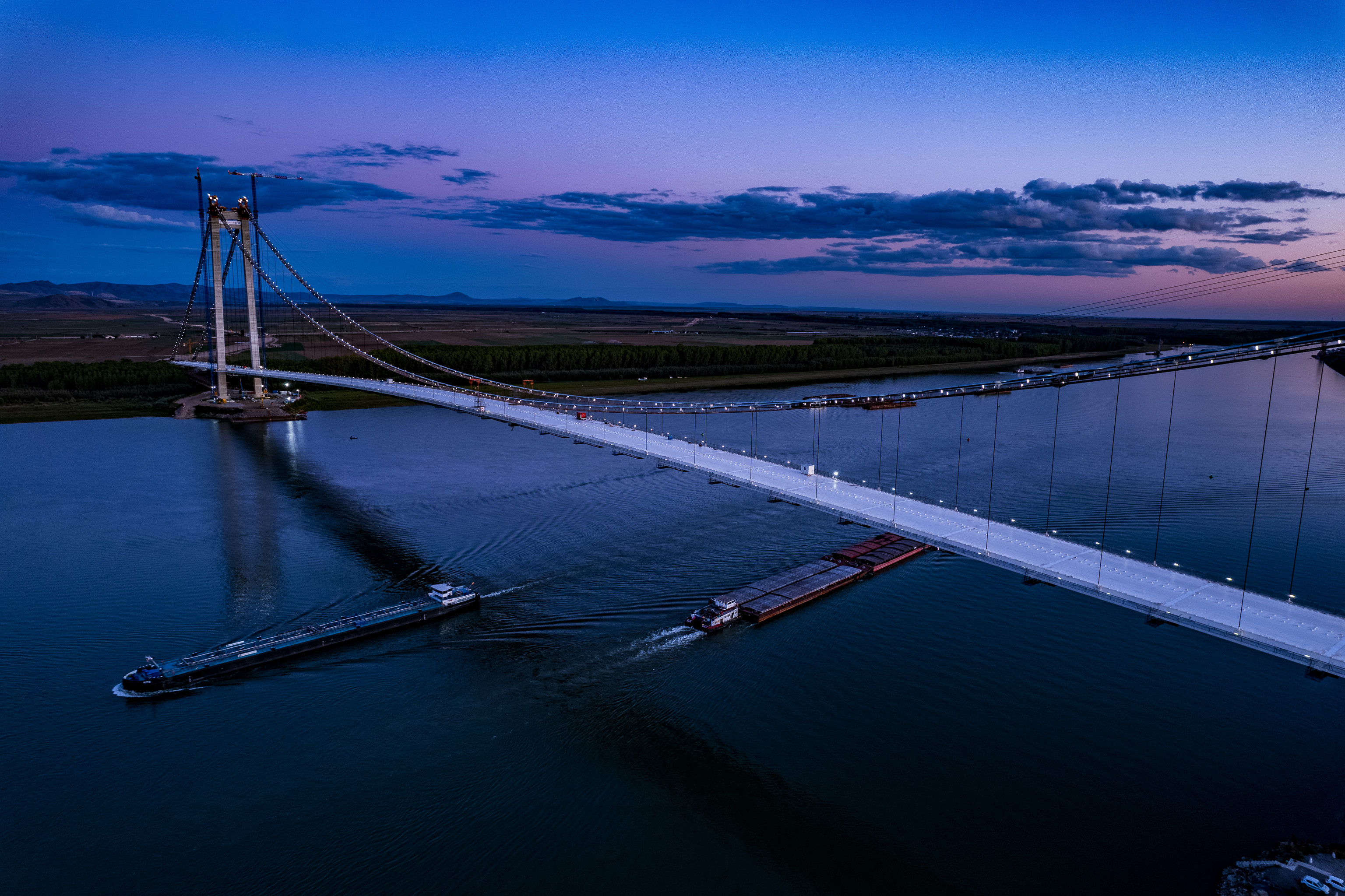
Vedere aeriană din 20 septembrie 2022.

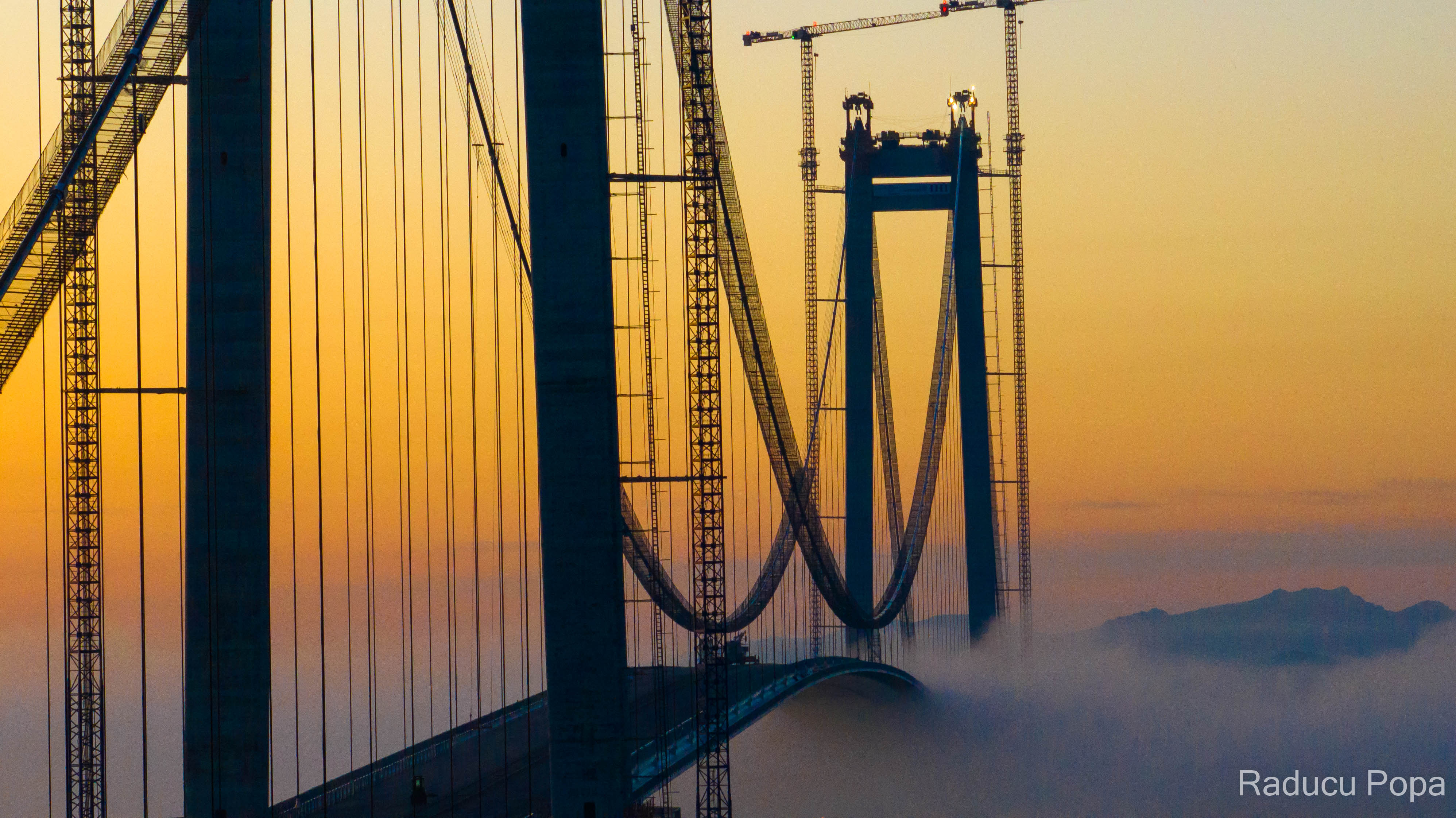

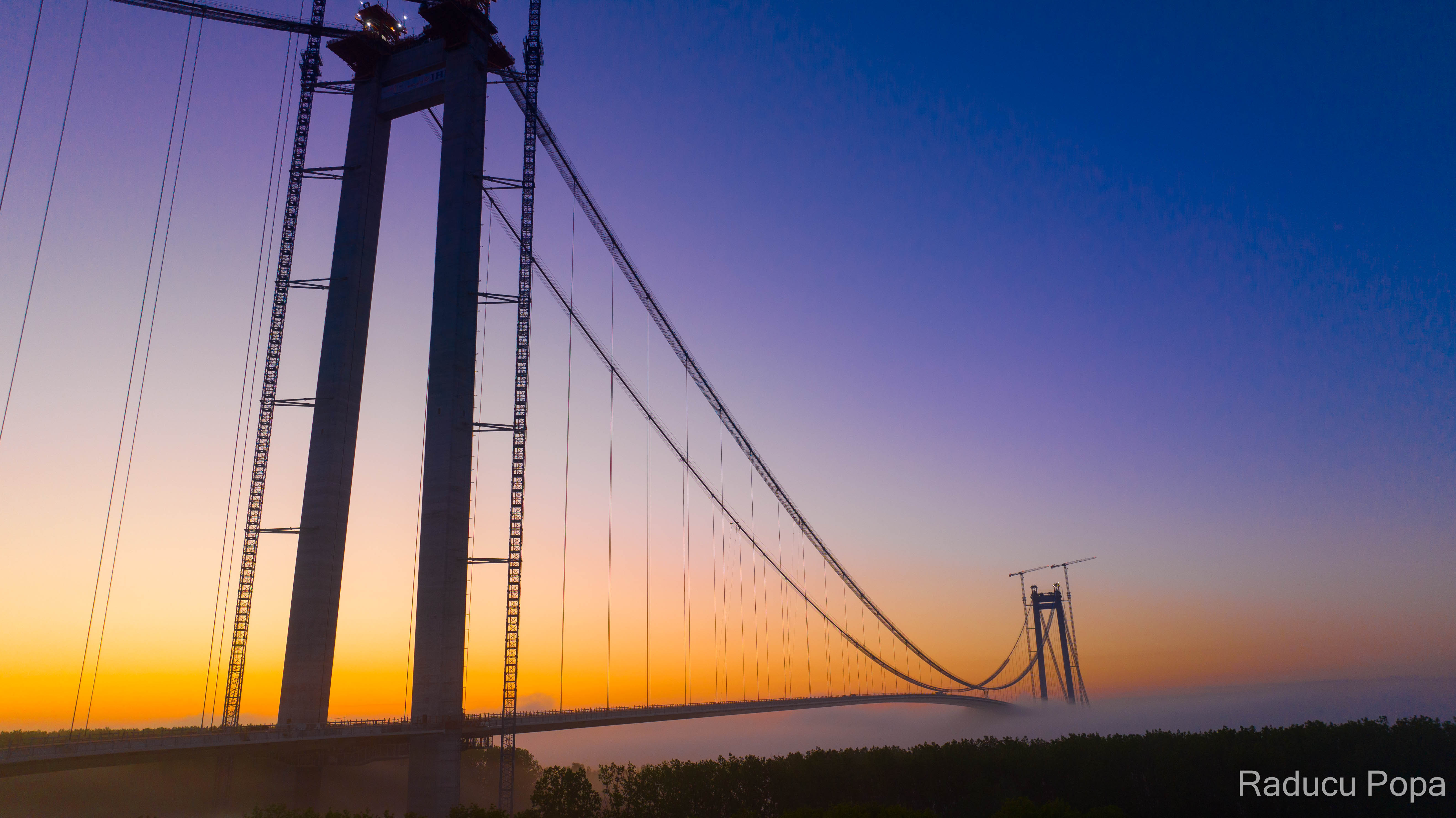

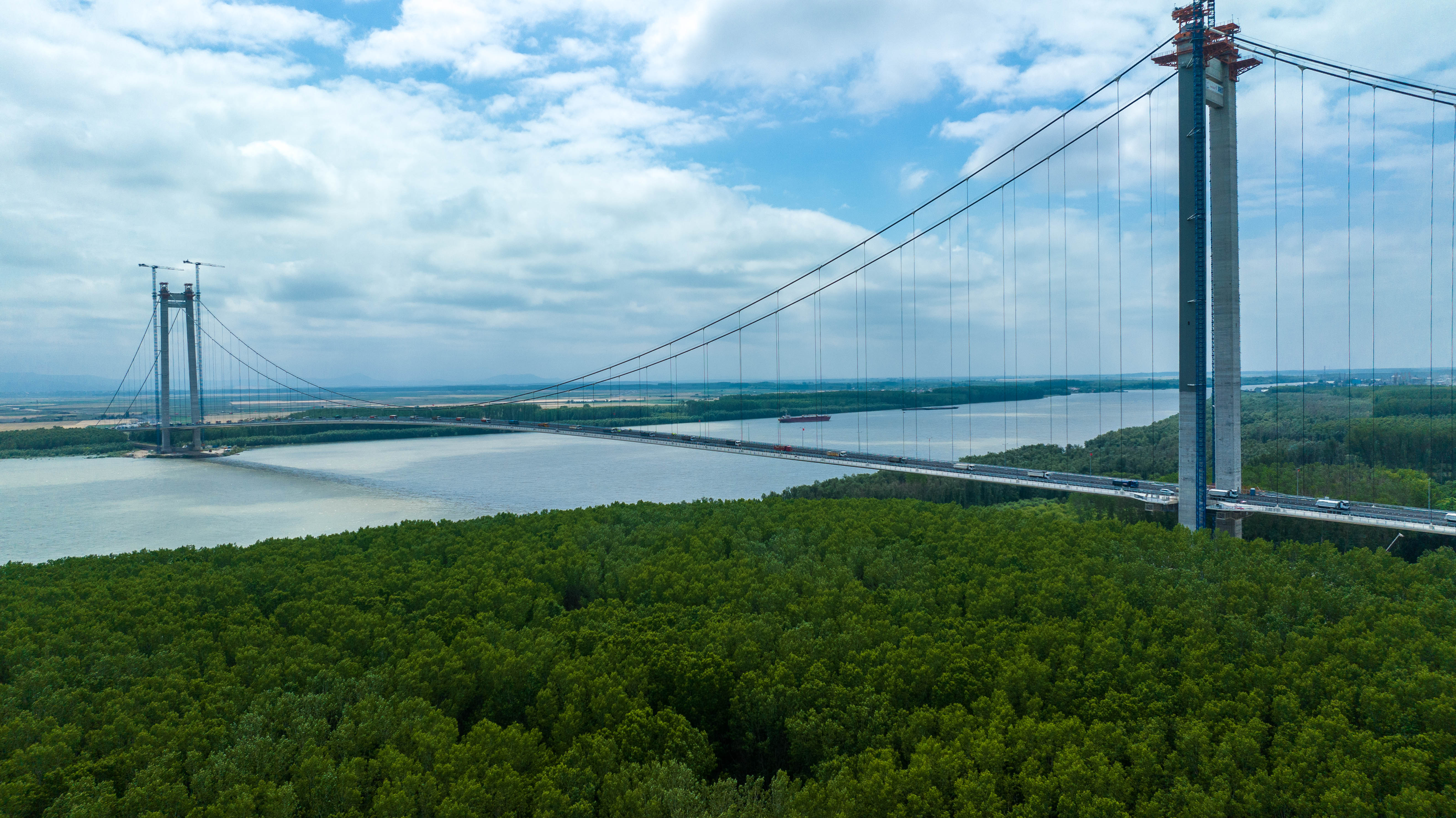

Podul a fost terminat și testat în prima jumătate a anului 2023. Lucrările la drumurile de legătură, întârziate de probleme birocratice, au făcut ca lucrările să continuie dincolo de acel moment. Podul a fost deschis circulației la ora 13:00 în ziua de 6 iulie 2023, inițial cu restricție de viteză la 80 km/h și închideri pe timpul nopții în zilele de lucru, și cu acces pe malul drept al Dunării doar pe direcția Măcin, în timp ce drumul de legătură spre Jijila, care scurtează distanța spre Tulcea, era încă în curs de construcție.